# Mouros

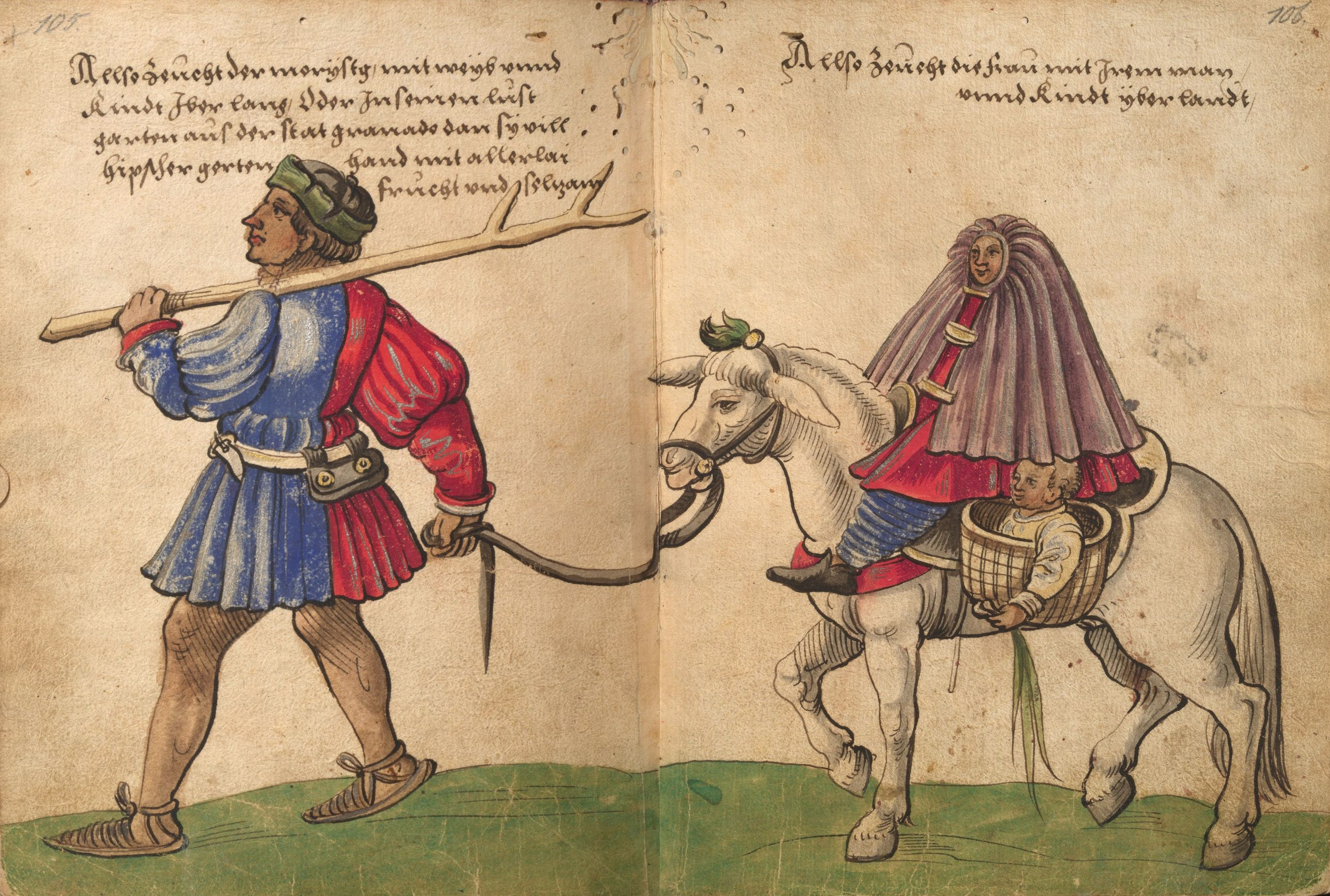
"Mouriscos do Reino de Granada, passeando pelo campo com mulher e criança". Desenho de Christoph Weiditz (1529)

Mouros, mauritanos, mauros ou sarracenos são considerados, originalmente, os povos oriundos do Norte de África, praticantes do Islão, nomeadamente Marrocos, Argélia, Mauritânia e Saara Ocidental, invasores da região da Península Ibérica, Sicília, Malta e parte de França, durante a Idade Média. Estes povos consistiam fundamentalmente nos grupos étnicos berberes e árabes, que constituem o âmago de etnicidade da África setentrional. O período da Reconquista marca a expulsão destes povos da Península Ibérica, consubstanciando-se também numa cruzada histórica entre a religião dos mouros, o islão, e a religião dos povos da Península Ibérica, o catolicismo.
Nota-se que a maior parte dos mouros da Península Ibérica eram descendentes de ibéricos convertidos ao islamismo. Portanto, não havia significativa diferença fenótipa entre mouros e cristãos da Ibéria.

## Etimologia
"Mouro" e "mauro" provêm do tamazight ⴰⵎⵓⵔ "amur", "terra", através do latim maurus. "Sarraceno" provém do árabe شرقيين xarquiin, plural de شرقي xarquii, "oriental", através do grego bizantino Σαρακηνοί sarakenoí e do latim sarracenu.

## História
Na Antiguidade, os romanos denominavam "mauros" (em latim: mauri) às populações que habitavam a região noroeste da África, que por sua vez designavam de Mauritânia. Estas populações pertenciam a grupo étnico maior, o dos berberes, que posteriormente, à época da expansão islâmica (século VII), vieram a adotar esta religião, muitos dos quais adotando mesmo a língua árabe, além do idioma nativo. Estas populações juntaram-se aos árabes na conquista da Península Ibérica durante o século VIII. A chamada "civilização moura" ou "civilização mourisca", que floresceu na Idade Média, era predominantemente árabe.
Com o avanço do processo da Reconquista, os mouros perderam grande parte de seu território na Península no final do século XIII. Finalmente, em 1492, os Reis Católicos conquistaram o Reino de Granada e expulsaram os últimos mouros da Península. A maioria dos refugiados estabeleceu-se no norte de África.

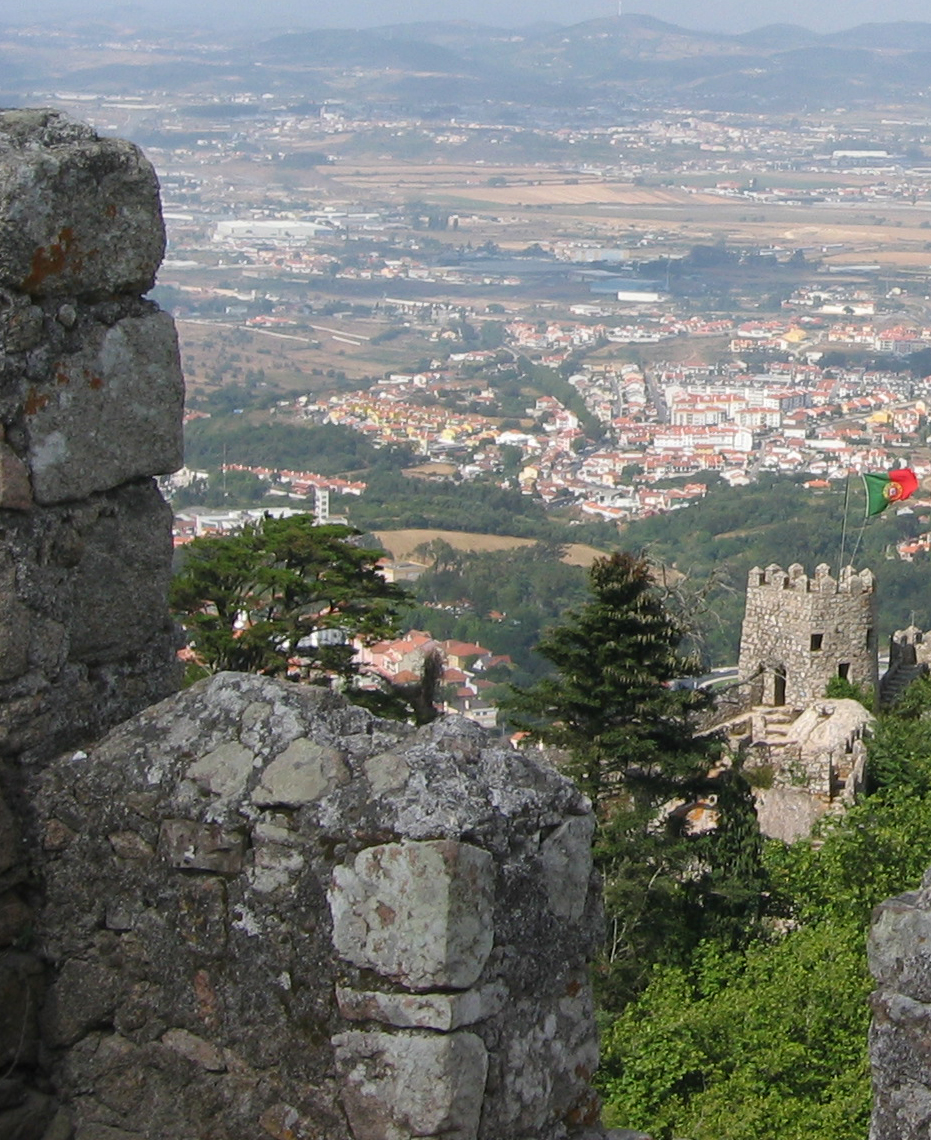
Castelo dos Mouros, em Sintra

Desse modo, a palavra "mouro" pode referir-se a todos os habitantes do noroeste da África que são muçulmanos ou falam o árabe ou, ainda, aos muçulmanos de origem espanhola, judaica ou turca que vivem no norte da África. Em francês, "maure" (mouro) designa os nómades da região do Saara Ocidental. "Mouro" aplica-se ainda aos muçulmanos cingaleses-árabes do Sri Lanka. Na língua castelhana, "moro" também se refere aos muçulmanos que vivem no sul das Filipinas.

### Origem étnica dos mouros ibéricos
Com a invasão muçulmana da Península Ibérica, iniciou-se um processo gradual de conversão da população ibérica do cristianismo para o islamismo, assim como ocorreu em outras regiões dominadas pelos árabes. Segundo o historiador R. W. Bulliet, até o ano 800, apenas 8% da população autóctone de Alandalus havia se convertido ao islamismo. Em meados do século IX, essa proporção chegou a 12,5%. Ter-se-ia duplicado e chegado a 25% até 900, e em 950 a cifra teria voltado a duplicar. Até o ano 1000, 75% da população ibérica já era muçulmana, e a partir daí se estabilizou. Os restantes 25% eram compostos pelas minorias cristãs e judaicas. Portanto, a maioria dos mouros ibéricos eram descendentes de cristãos convertidos ao islamismo, que acabaram, com o passar das gerações, esquecendo suas origens e assumindo uma identidade árabe, do mesmo modo que ocorreu com os berberes do Norte da África. Em consequência, não havia diferenças fenótipas significativas entre muçulmanos e cristãos ibéricos. Houve, contudo, a migração de populações berberes do norte da África e, em menor medida, de árabes, que foram assimilados na população.
Com o avanço da reconquista cristã, houve o caminho inverso: muitos muçulmanos converteram-se ao cristianismo. Em Portugal, a população moura já estava bastante iberizada, e a sua assimilação na sociedade portuguesa aconteceu sem maiores problemas. Na Espanha, por outro lado, ainda havia uma grande população muçulmana não assimilada, que foi perseguida pela Inquisição e expulsa do país no século XVII.

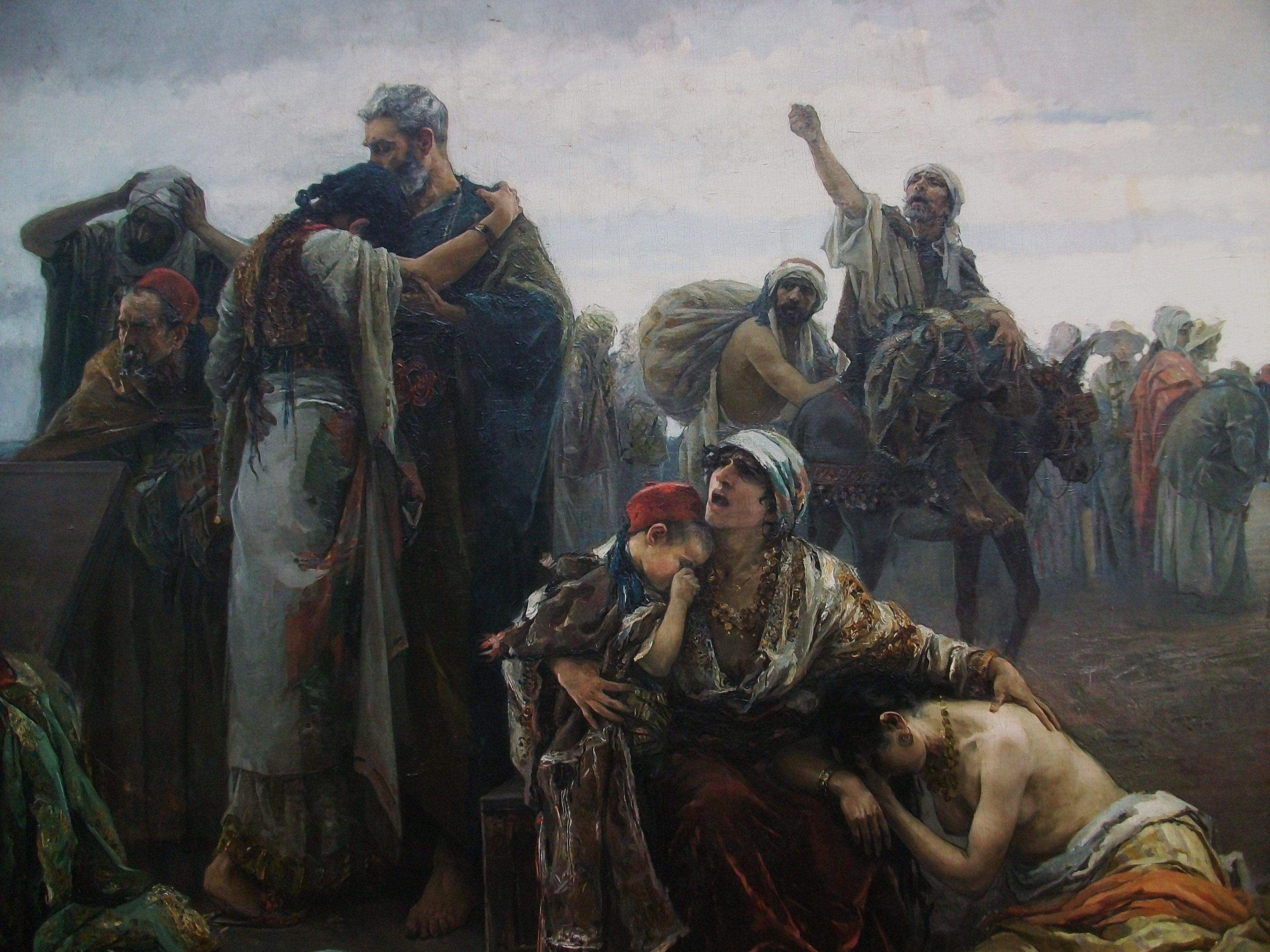
A Expulsão dos Mouriscos (1894), de Gabriel Puig Roda

A tabela abaixo mostra a quantidade de mouros que foram expulsos da Espanha, entre 1609 e 1613.

## Arquitetura mourisca
Destacam-se, na arquitetura moura:
- A Catedral de Córdoba, a seu tempo uma das maiores mesquitas do mundo;
- A Giralda em Sevilha, torre de proporções monumentais;
- O palácio de Alhambra, em Granada.

A influência da arte mourisca em Portugal foi além das áreas onde viviam os mouros. Criaram um estilo artístico sem igual em arquitetura e em iluminação que floresceu de meados do século IX até princípio do século XI. Nesta arte, os cristãos que ainda habitavam o norte da Península Ibérica valeram-se de influências mouras e orientais para formar o estilo que caracterizou as igrejas da região.
Após a Reconquista, os cristãos empregaram trabalhadores mouros, conhecedores de técnicas de edificação e decoração, criando um estilo chamado mudéjar, que persistiu mesmo após a retirada total dos mouros da Península.

## Genética
Um estudo genético de 2016 revelou marcadores genéticos típicos do Norte da África em restos humanos de origem moura encontrados no sul da França (Nimes).
Outro estudo genético de 2006, mas com amostras de Córdoba, na Espanha, também havia fornecido resultados similares.

## Estados e dinastias mouros no norte de África e na Península Ibérica
- Califado Omíada (661-750)
- Emirado de Córdova (790-984)
- Califado de Córdova (929-1031)
- Califado Abássida (750-1258)
- Idríssidas (788-985)
- Aglábidas (788-909)
- Califado Fatímida (909-1171)
- Império Almorávida (1061-1147)
- Califado Almóada (1145-1269)
- Reino Nacérida (1145-1492)
- Império Merínida (1248-1465)